# Чардымов, Михаил Игнатьевич
Михаил Игнатьевич Чардымов (?-1878) — купец 1-й гильдии, потомственный почётный гражданин Хабаровска. Награждён Орденом Св. Станислава III степени. Меценат.

## Биография
Первые факты о рабочей деятельности Михаила Чардымова прослеживаются в Чите, где он был купцом 3-й гильдии.
Известно, что он служил в Российско-Американской компании. Михаил Чардымов в начале 1850-х годов прибыл в селение Николаевск на Амуре и стал там работать приказчиком.
Он вел дела в Софийске. Позже его торговая деятельность стала успешно развиваться в Хабаровке (с 1893 года — Хабаровск). В 1859 году в военном посту ему были отведены участки земли для строительства. У купца была своя лавка, в которой можно было купить муку, соль, крупу, махорку, частично приобрести военную амуницию. Среди его покупателей были солдаты линейного батальона. Его торговая лавка была одной из первых, организованных в Хабаровске.
По состоянию на 1868 год Михаил Чардымов числился купцом первой гильдии. Он был активным общественным деятелем Хабаровки и был среди тех, кто просил переименовать селение Хабаровку в город. Михаил Чардымов выступал за открытие в Хабаровке народной школы для первоначального обучения детей и переписывался об этом с инспектором учебных заведений Восточной Сибири. Он обещал делать пожертвования на содержание такой школы в течение пяти лет по 700 рублей и помогать учебному заведению с учебниками. Так в 1873 году появилась школа Алексеевская. Купец сдержал свое слово и до своей смерти перечислял ей деньги. Эта школа располагалась в доме, который был пожертвован купцом А. Ф. Плюсниным. А другой купец — И. Р. Рафаилов — помог школе тем, что два дня в неделю преподавал там.
Михаил Чардымов финансировал строительство в Хабаровке церкви, которая была освящена в честь святителя Иннокентия, первого епископа Иркутского.
Торговая фирма Михаила Чардымова считалась достаточно крупной и влиятельной, несмотря на то, что конкуренцию местным фирмам составлял иностранный капитал.
Михаил Чардымов оставался среди попечителей школы до самой своей смерти в 1878 году. 27 сентября 1878 года императорским указом ему был пожалован орден Св. Станислава III степени и потомственное почетное гражданство, но когда 30 октября 1878 года документы о его званиях пришли в Хабаровку из Санкт-Петербурга, Михаила Игнатьевича уже не было в живых. Из-за этого указ не был объявлен, и первым почетным гражданином Хабаровска стали считать военного губернатора М. П. Тихменева.
В честь купца была названа речка Чардымовка, которая сейчас скрыта под Амурским бульваром. Он пользовался большим уважением в городе.
Семьи у Михаила Чардымова не было — только дальние родственники, жившие в небольшом селе под Нижним Новгородом. Его фотографий также не осталось.